# 国連人道支援航空サービス

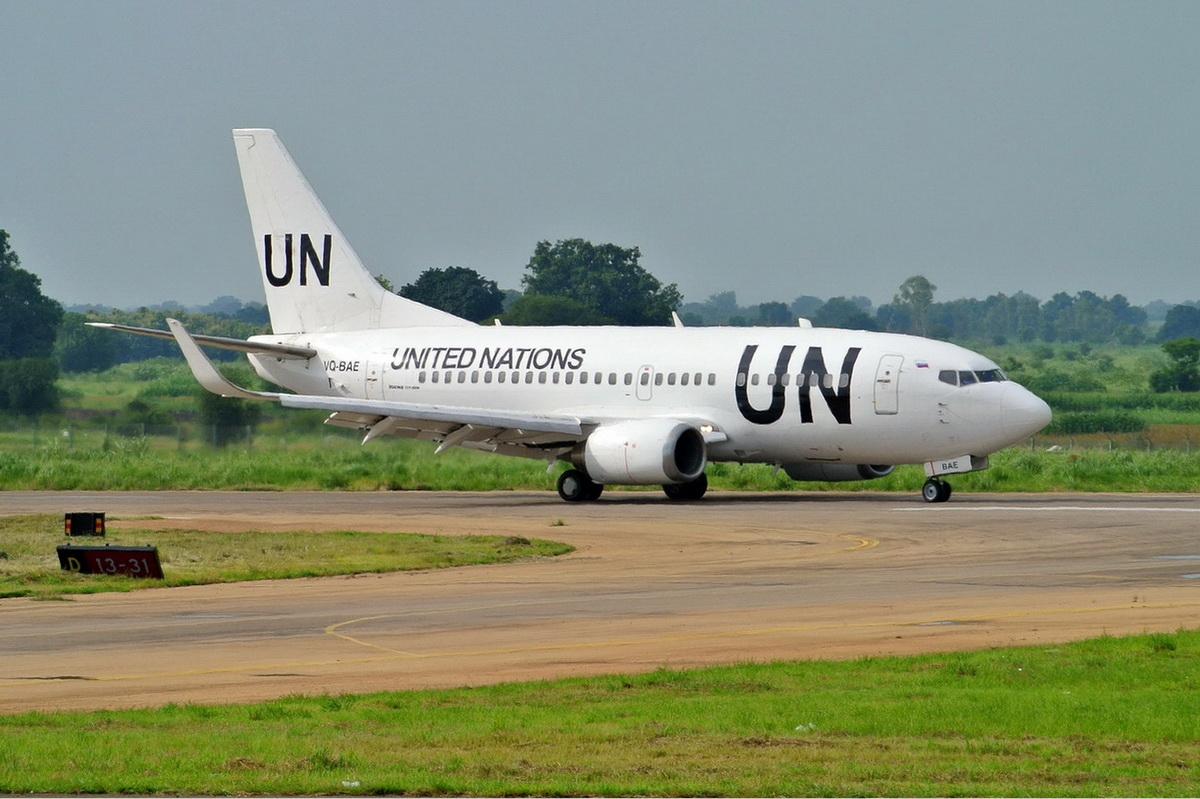
UTエアーが運航するボーイング737-500

国連人道支援航空サービス（こくれん じんどうしえんこうくうサービス、英: United Nations Humanitarian Air Service、略称: UNHAS）は、国際連合世界食糧計画（WFP）が管理する支援物資や職員の輸送を担う組織。

## 概要
WFPが支援を行う地域では陸路が危険なため航空機で移動が必要なことも多いが、そのような国では大手航空会社は乗り入れておらず、地元の航空会社は国際民間航空機関（ICAO）の基準を満たさないことがあり、支援物資や支援関係者が安全に移動できるようにUNHASがICAOの基準を満たした航空機を確保している。
費用は加盟国がWFPへ拠出した資金の一部が当てられている。
国連人道支援物資備蓄庫から発送される援助物資やWFP職員の移動の他、他の国連機関やNGOの人員輸送も行っている。
実際の運航・管理は航空会社に委託しており、契約して航空機を貸し切る形態（チャーター機）である。航空機は国連軍の車両と同じく白一色にUNの文字を入れている。

## 安全確保
航空機が基準に合致しているか確認するため、WPFの航空安全ユニット（Aviation Safety Unit 、ASU）が『WFP Aviation Safety and Quality Assurance Management Systems』に基づき定期的にリスク評価や職員の訓練を行っている。

## リンク
- UN Humanitarian Air Service - 国際連合世界食糧計画(英語)